# 尾張神社
尾張神社（おばりじんじゃ）は、愛知県小牧市にある神社である。式内社の論社で、社格は旧郷社。

## 祭神
- 天香山命
- 誉田別命
- 大名持命

## 由緒
創建は不詳。江戸期まで「山王」と称していた。
当地がかつて「小針村」で愛知県の旧国名である「尾張国」に類似していることから、江戸期以降になって山田郡の式内社「尾張神社」に比定され、「尾張国」の由来になった地と言われるようになった。昭和15年（1940年）には、この地の青年団が「尾張名称発源之地」と掘られた石碑を、鳥居の横に建てている。
しかし後の研究で、当地は古代から明らかに山田郡ではなく春部郡に属していた地域であることが判明しており、当社を山田郡の式内社であるはずの「尾張神社」に比定する説に懐疑的な見方が強まっている。山田郡の郡域は庄内川以南であると考えられ、本来の「尾張神社」については名古屋市守山区小幡中の白山神社とする説や、同区上志段味の尾張戸神社とする説がある。